# SK Grane Nordstrand
Der SK Grane Nordstrand war ein norwegischer Fußballverein. Der Verein verfügte auch über eine Skiabteilung. Der größte Erfolg gelang den Fußballern im Jahr 1902, als sie den norwegischen Fußballpokal gewinnen konnten. 1903 erreichten sie abermals das Finale, verloren dieses mit 0:1. Am 24. Februar 1919 fusionierte der Verein mit dem Skiklubben Freidig zum Nordstrand IF.